# Anisa Rola
Anisa Rola, slovenska nogometašica, *24. maj 1994, Maribor.
Je članica ŽNK Maribor in Slovenske ženske nogometne reprezentance

## Lovorike
Pomurje
Zmagovalka
- Slovenska ženska nogometna liga: 2012–13, 2013–14
- Slovenski ženski nogometni pokal: 2012–13, 2013–14